# استیپلز

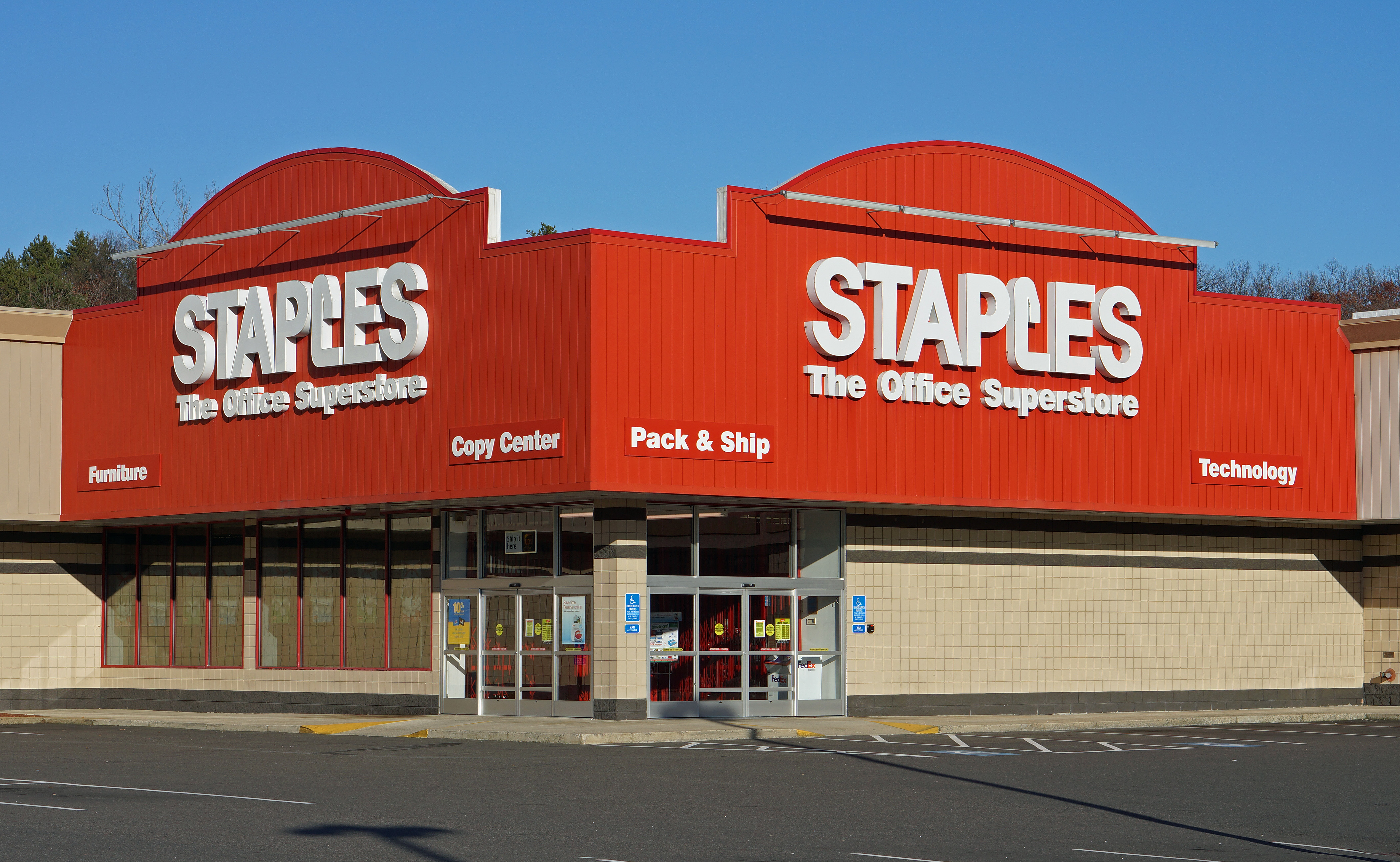
شعبه‌ای از فروشگاه‌های استیپلز

استیپلز (به انگلیسی: Staples) شرکت فروشگاه زنجیره‌ای تجهیزات اداری آمریکایی است، که در زمینه توزیع انواع نوشت‌افزار، دکوراسیون اداری، تجهیزات اداری و بانکی، لوازم لکترونیکی اداری شامل دستگاه‌های فتوکپی، فکس و پرینتر فعالیت می‌کند.
شرکت استیپلز در سال ۱۹۸۶ توسط لئو کاهن و توماس استمبرگ تأسیس شد و در حال حاضر دارای ۲٫۲۸۱ شعبه فروش در کشورهای مختلف جهان می‌باشد.
دفتر مرکزی این شرکت در شهر فرامینگهام، ماساچوست، ایالات متحده آمریکا قرار دارد و بخشی از سهام آن در بازار بورس نزدک معامله می‌شود.